# Ernst Dorendorf

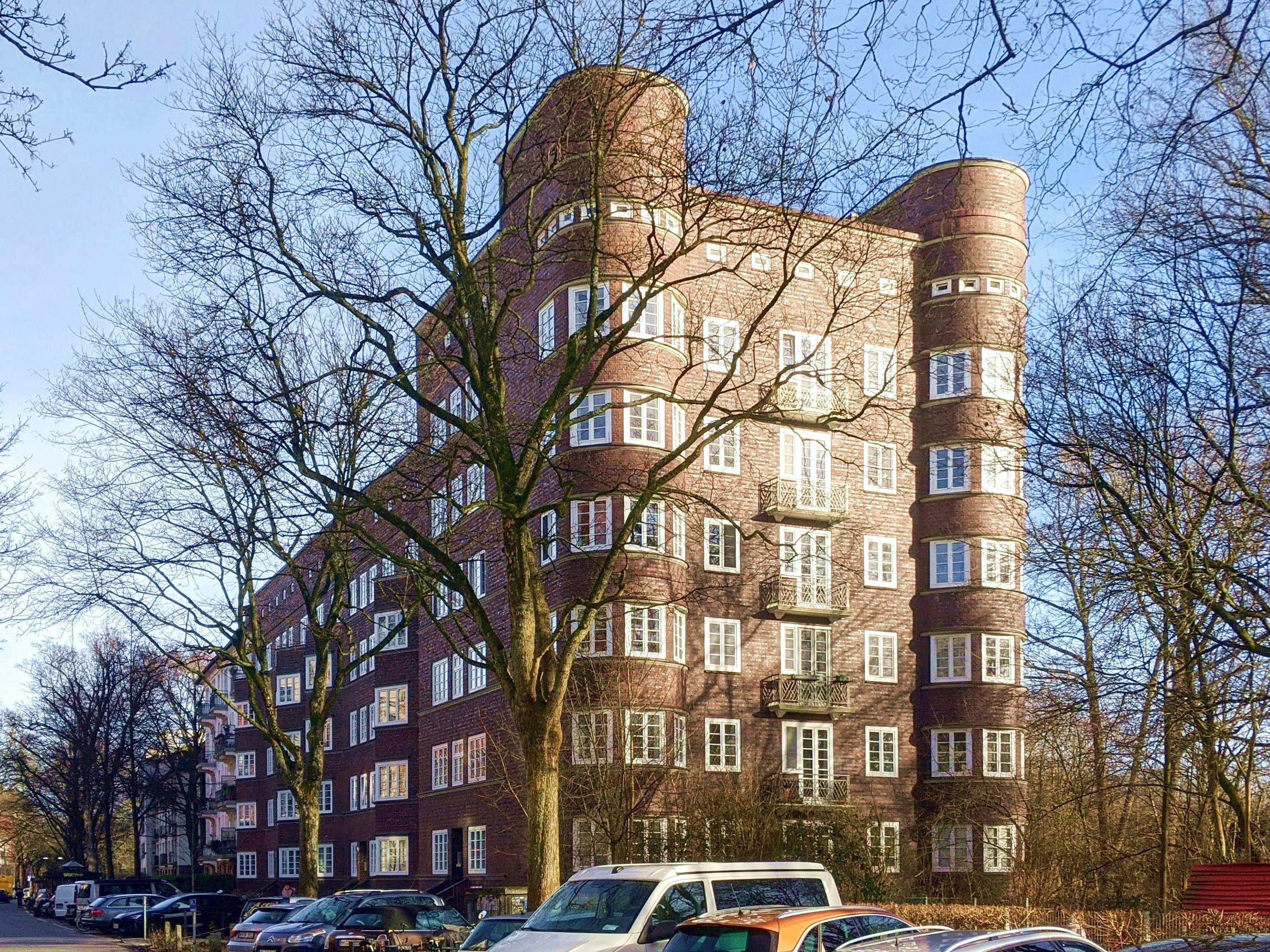
Bismarckstraße in Eimsbüttel

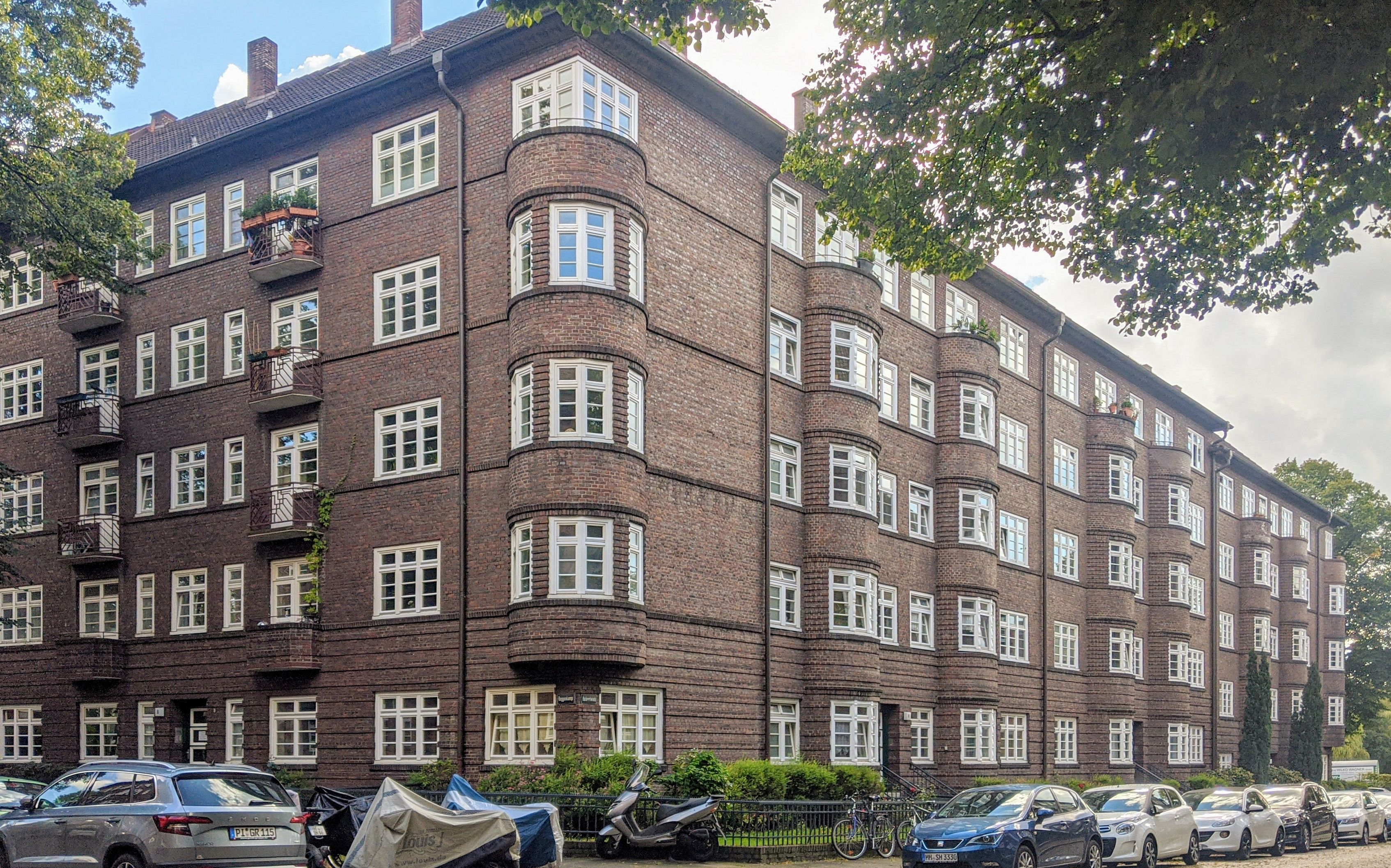
Ensemble Hufnertwiete/Roggenkamp in Barmbek

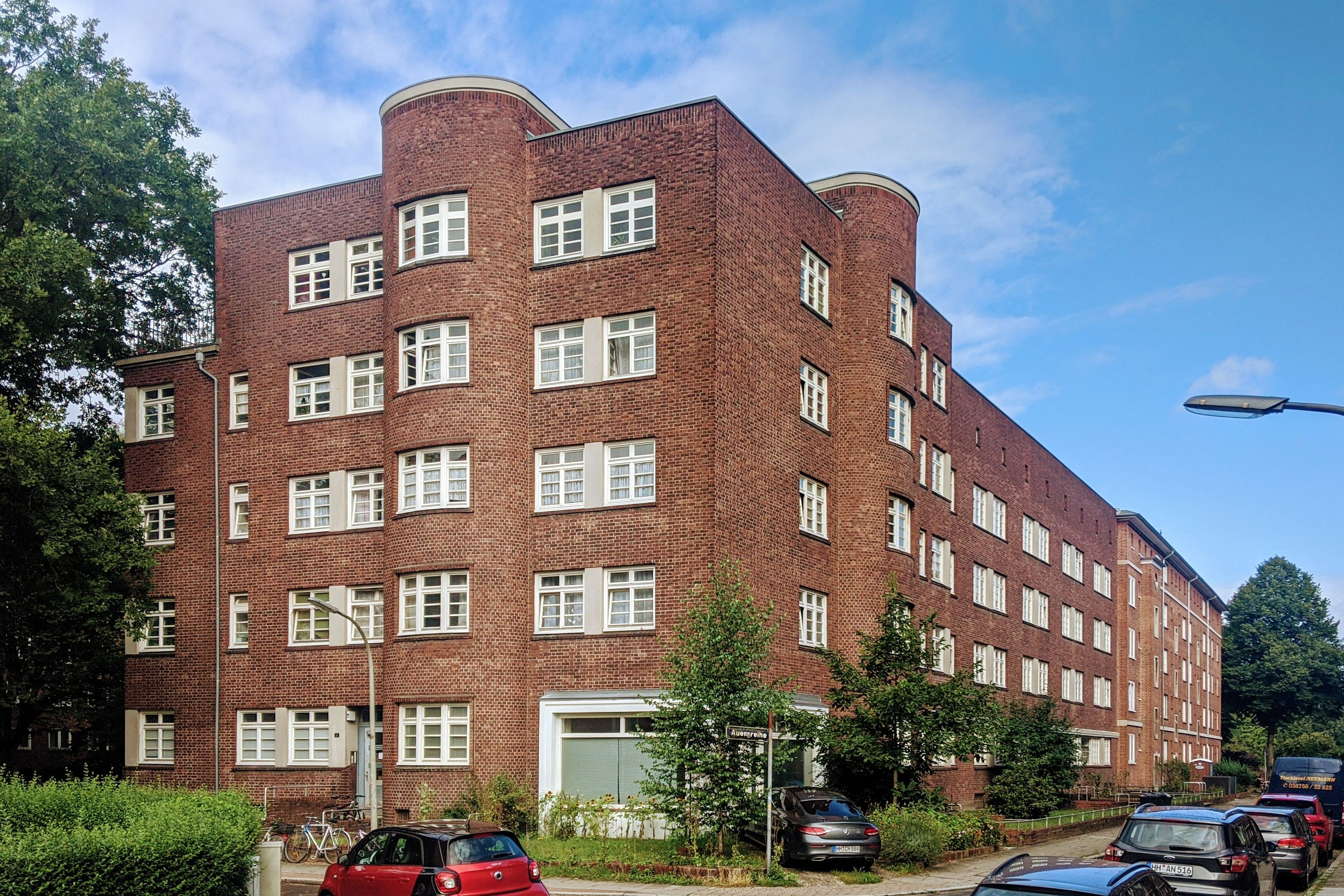
Auersreihe/Grosseweg in Horn

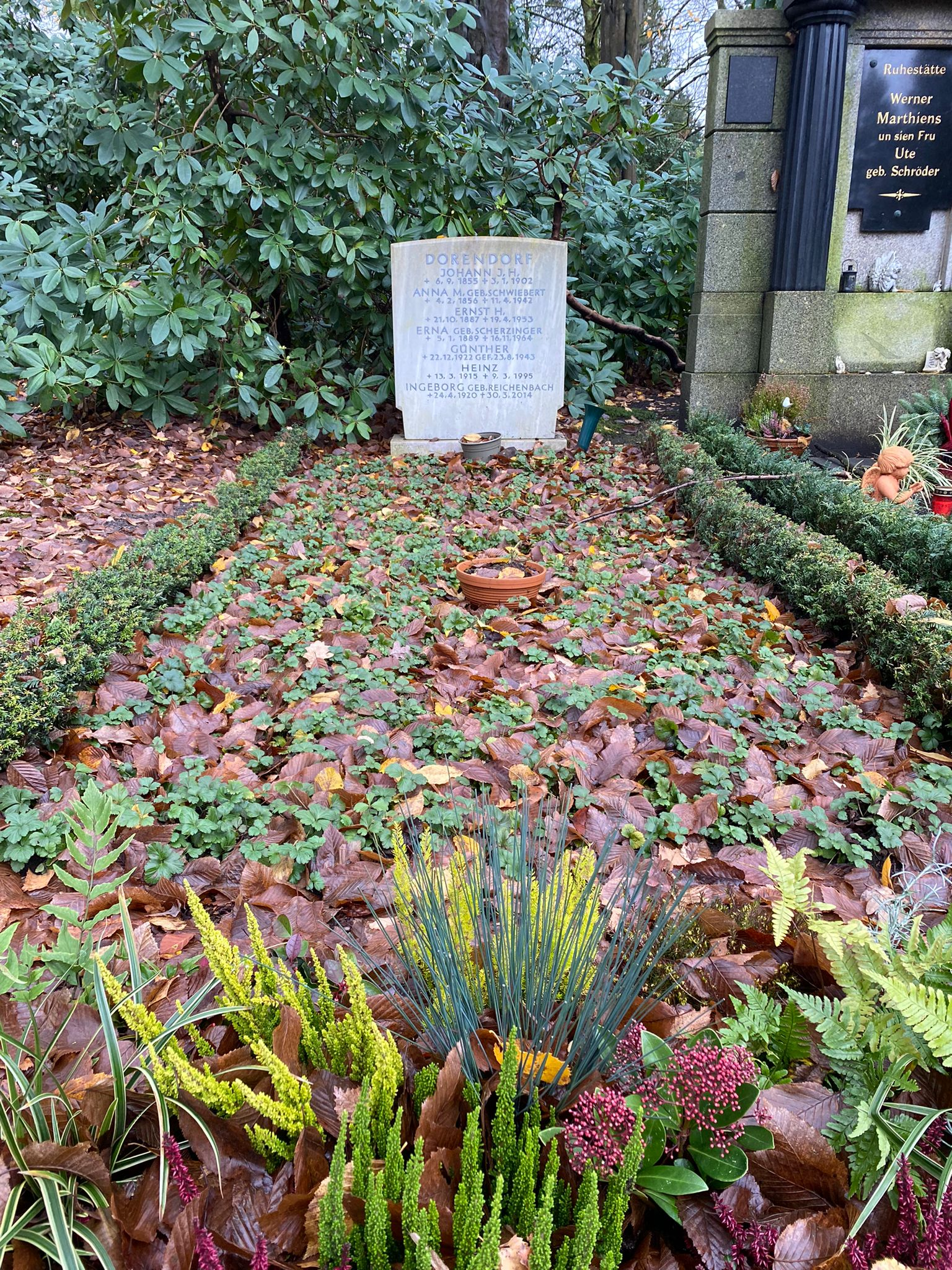
Grabstätte auf dem Friedhof Ohlsdorf

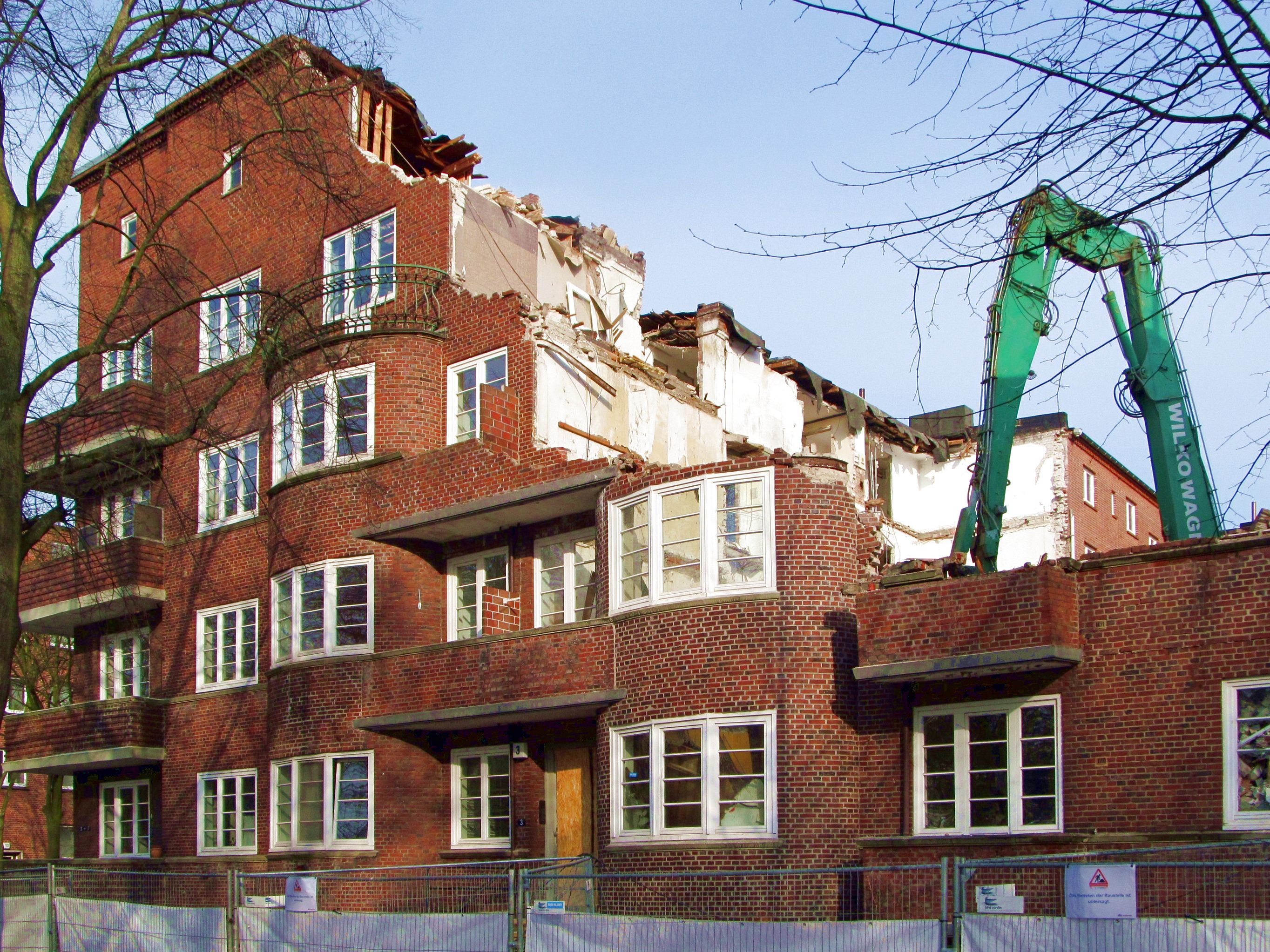
Trotz Protesten im Jahr 2015 abgerissen: Dorendorf-Block „Am Elisabethgehölz“ in Hamm

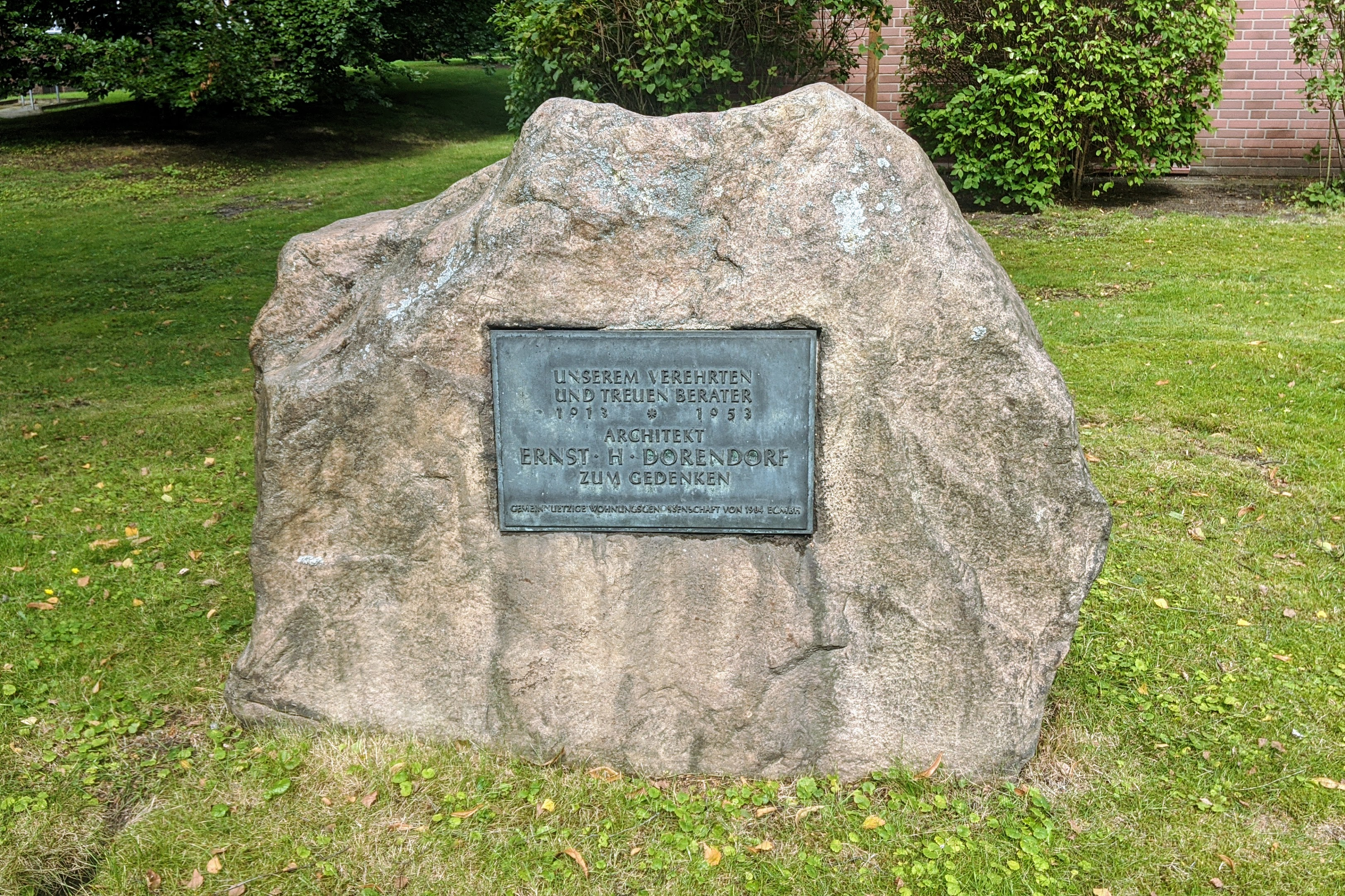
Gedenkstein Carl-Petersen-Straße in Hamm

Ernst Heinrich Dorendorf (* 21. Oktober 1887 in Hamburg; † 19. April 1953 ebenda) war ein deutscher Architekt, der vor allem in der Zeit zwischen beiden Weltkriegen für diverse Hamburger Wohnungsbaugenossenschaften tätig war. Als einer der produktivsten Architekten jener Jahre verantwortete er rund elf Prozent aller zwischen 1924 und 1933 öffentlich geförderten Wohnungsbauprojekte in Hamburg.

## Leben
Dorendorf absolvierte nach der Volksschule eine Maurerlehre und besuchte zusätzlich Winterkurse an der staatlichen Baugewerkschule. Nach dem Abschluss als Baugewerksmeister 1907 arbeitete er zunächst ein Jahr als angestellter Architekt, ehe er sich selbständig machte und bereits vor dem Ersten Weltkrieg recht erfolgreich tätig war. Zu seinen frühen Großprojekten gehörte eine genossenschaftliche Wohnanlage im Stadtteil Dulsberg (Dithmarscher/Probsteier Straße) aus dem Jahre 1914. Nach dem Weltkrieg, an dem er als Soldat teilnahm, engagierte er sich zunehmend im genossenschaftlichen Wohnungsbau: Für den 1921 gegründeten Bauverein Hamm Geest (heute Vereinigte Hamburger Wohnungsbaugenossenschaft) wirkte er zeitlebens als „Hausarchitekt“, wurde aber auch für andere Genossenschaften tätig und war zudem Besitzer mehrerer eigener Mietshäuser.
Dorendorf gilt als Vertreter des reformorientierten Wohnungsbaus, der in Hamburg stark vom damaligen Oberbaudirektor Fritz Schumacher geprägt wurde. Seine zumeist in Backstein ausgeführten Bauten sind überwiegend in Hamm, Barmbek-Nord, Winterhude und Eimsbüttel, aber auch in anderen damaligen Neubaugebieten Hamburgs und Altonas anzutreffen. Je nach Bauzeit sind sie im sachlichen Stil des Neuen Bauens, später auch im Heimatstil gehalten, besondere Markenzeichen sind spitzwinklige oder auch abgerundete Erker sowie Ecktürme.
In der NS-Zeit wurde Dorendorf wegen angeblicher Veruntreuung von Staatszuschüssen angeklagt, aufgrund des Straffreiheitsgesetzes von 1936 wurde das Verfahren aber eingestellt. Nach dem Ende des Zweiten Weltkriegs übernahm sein ältester Sohn Heinz Dorendorf (1915–95) das Büro; Ernst Dorendorf wirkte aber noch bis zu seinem Tod an mehreren Wiederaufbauprojekten vor allem im zu 90 % zerstörten Stadtteil Hamm mit. Ein Gedenkstein in einer Wohnanlage an der Carl-Petersen-Straße erinnert an die langjährige Verbundenheit des Architekten mit dieser Genossenschaft.
Dorendorf war seit 1914 verheiratet mit Erna Caroline Scherzinger (1889–1964), mit der er vier Kinder hatte. Beide ruhen auf dem Friedhof Ohlsdorf. Die Grabstätte liegt im Planquadrat C 12 südlich von Kapelle 4. 

## Erhaltene Bauten (Auswahl)
- Barmbek-Nord:
  - Hufnerstraße/Hufnertwiete/Roggenkamp
  - Schwalbenstraße/Suhrsweg
  - Wasmannstraße 29–33
- Eimsbüttel: 
  - Bismarckstraße 57–61 (1927/28, Bauverein der Finanzbeamten[1], heute dhu[2], Denkmalliste)
  - Gustav-Falke-Straße/Bundesstraße/Garbestraße (1921–26, Bauverein der Postbeamten, heute WG 1904)[1]
  - Gustav-Falke-Straße/Ellenbogen/Beim Schlump (1924–30, Bauverein Hamm-Geest, heute VHW)[1]
  - Felix-Dahn-Straße/Moorkamp/Gorch-Fock-Straße (1925–27, privater Bauherr)[1]
  - Bundesstraße 68–72 (1936/37, k. A. zum Bauherrn)[1]
- Hamm: 
  - Eckbebauung Griesstraße/Hammer Steindamm (sog. „Hammer Ring“, Gründungssiedlung der heutigen VHW, erbaut 1923)
  - Chapeaurougeweg 23–37 (Ende 1920er, Denkmalliste)
- Horn: 
  - Auersreihe/Grosseweg
  - Washingtonallee/Stengelestraße
- Winterhude:
  - Lattenkamp 3–9/Lattenkampstieg 1–3 (1929)[3]
  - Jarrestadt: Goldbekufer/Wiesendamm/Semperstraße
  - Forsmannstraße/Goldbekufer (dhu 1926)[4]